# Аршинова, Ирина Борисовна
Ирина Борисовна Аршинова (род. 26 февраля 1987 года в Челябинске) — российская спортсменка, Мастер спорта России. Серебряный призёр чемпионата России в спринтерском многоборье 2011 года. Выступала за ЦСП по ЗВС (Сочи), СДЮСШОР № 4 (Мурманск). В настоящее время представляет спортивную школу олимпийского резерва (СШОР) Мончегорска.

## Биография
Ирина Аршинова родилась и выросла в Челябинске, где и начала заниматься конькобежным спортом в возрасте 8-ми лет. На одном из соревнований юное дарование заметили представители Мурманского технического университета и пригласили переехать в Мурманск. Ирина долго не думая, согласилась, там же и поступила в ВУЗ и стала выступать за команду СДЮСШОР № 4 (Мурманск) в 2009 году. Она тренируется у Игоря Валерьевича Киреенко.
В сезоне 2004/05 Ирина начала выступления в юниорских чемпионатах России, а в 2006 году стала 3-й в многоборье и в командной гонке. В том же году дебютировала на юниорском чемпионате мира и заняла там 32-е место в многоборье. В 2007 году она выиграла 2-е место в спринтерском многоборье на I Всероссийской зимней Универсиаде. В 2009 году участвовала в 24-й зимней Универсиаде в Харбине, где заняла 14-е место в забеге на 500 м и 9-е на 100 м. На чемпионате России в спринтерском многоборье заняла 4-е место.
В марте 2011 года заняла 3-е место на дистанции 500 м на чемпионате России на отдельных дистанциях, а в декабре Ирина стала серебряным призером на чемпионате России в спринтерском многоборье.. В январе 2012 года она дебютировала на чемпионате мира в спринтерском многоборье в Калгари и заняла 22-е место.
В марте 2012 года участвовала во II Всероссийской зимней Универсиаде, где победила на дистанциях 500 и 1000 м (личный рекорд 2:19,15 сек) и стала 3-й на дистанции 1500 м. В декабре 2013 года на зимней Универсиаде в Трентино заняла 7-е и 8-е места на дистанциях 500 м и 1000 м соответственно. В 2014 году Ирина стала победителем на дистанциях 500 и 1000 м на Всероссийской зимней Универсиаде и на II чемпионата мира среди студентов в Алматы на дистанции 1000 м, где установила новый рекорд на катке Медеу с результатом 1:19,31 сек.
Следующие три сезона у Ирины был серьёзный спад и она не могла набрать ту форму, чтобы претендовать на подиумы. Только в 2018 году заняла 4-е место на чемпионате России в спринтерском многоборье, а через год вновь стала 4-й. В ноябре 2019 года Ирина Аршинова стала абсолютным победителем Кубка России по спринтерскому многоборью, прошедшего в челябинском ледовом дворце «Уральская молния», выиграв обе дистанции 500 и 1000 м.
В январе 2020 года завоевала бронзу на 3-м этапе Кубка России в спорткомплексе «Крылатское» на дистанции 500 м. В сезоне 2020/21 Ирина выиграла «золото» на 2-м этапе Кубка России в Санкт-Петербурге на дистанции 500 м, установив новый рекорд катка — 39,35 сек. В возрасте 34-х лет она заняла 3-е место в спринте на чемпионате России 2021 года, а в декабре стала 1-й на Кубке России в спринтерском многоборье. В марте 2022 года она в очередной раз заняла 4-е место в многоборье на чемпионате России.

## Личная жизнь
Ирина Аршинова окончила в 2013 году Мурманский государственный технический университет по специальности юриспруденция, а также Уральский государственный университет физической культуры по специальности коучинг, преподавание. Ей нравятся чтение, путешествия, вышивание.

## Награды
- 2013 год — названа лучшим спортсменом Мурманска.[10]